# Păcălești, Bihor
Păcălești este un sat în comuna Drăgănești din județul Bihor, Crișana, România. Satul a fost înființat în 2008.